# Pseudoselago pulchra
Pseudoselago pulchra är en flenörtsväxtart som beskrevs av O.M. Hilliard. Pseudoselago pulchra ingår i släktet Pseudoselago och familjen flenörtsväxter. Inga underarter finns listade i Catalogue of Life.